# オットー・デンプヴォルフ
オットー・デンプヴォルフ（ドイツ語: Otto Heinrich Louis August Dempwolff, 1871年5月25日 - 1938年11月27日）はドイツの医師、言語学者・人類学者。

## 経歴
1871年、プロイセン王国ピラウ(現ロシア・カリーニングラード州バルチースク)に生まれた。医学を修め、ドイツ領ニューギニアやドイツ領東アフリカで医師として勤務。その傍ら、言語学の研究を始め、ハンブルク大学のカール・マインホフ(Carl Meinhof)の下で研鑽を積んだ。1892年、ベルリン大学で博士号を取得。船医としての長い航海を経て、1911年からハンブルク大学で教職に就き、1918年ハンブルク大学の教授に就任した。

## 研究内容・業績
デンプヴォルフはアウストロネシア語族の研究で有名。東南アジア、マダガスカルからオセアニアの島嶼部の諸言語を初めて包括的に比較研究し、アウストロネシア（マレー・ポリネシア）諸語が1つの語族に属することを明らかにし、その祖語の再構を試みた。現在もデンプヴォルフの成果を基礎にして研究が行われている。